# Alue Rambe
Alue Rambe is een bestuurslaag in het regentschap Aceh Utara van de provincie Atjeh, Indonesië. Alue Rambe telt 529 inwoners (volkstelling 2010).